# Associazione Sportiva Roma 1932-1933
Questa voce raccoglie le informazioni riguardanti l'Associazione Sportiva Roma nelle competizioni ufficiali della stagione 1932-1933.

## Stagione
Nonostante i buoni propositi del principio della stagione, la squadra in questa stagione stenta a decollare. Ad aggravare la situazione anche l'infortunio di Lombardo: il forte centrocampista argentino si trova costretto a rescindere il proprio contratto ed a concludere la propria carriera in anticipo. Dopo la prima sconfitta in assoluto nel derby per 2-1 alla sesta giornata, l'allenatore János Baar viene sostituito dall'ungherese Lajos Kovács, un sergente di ferro che con i suoi mezzi intransigenti cerca di raddrizzare la squadra, terminando tuttavia la stagione al quinto posto.

## Divise
La divisa primaria della Roma è costituita da maglia rossa con collo a V giallo e bordo manica giallo, pantaloncini bianchi e calzettoni neri con banda giallorossa orizzontale; la seconda divisa presenta una maglia bianca, pantaloncini bianchi e calzettoni neri, questi con una banda giallorossa orizzontale. Compare per la prima volta una terza divisa: essa si presenta come una maglia verde con collo a V giallorosso (come i bordi manica), pantaloncini e calzettoni uguali a quelli della away. I portieri hanno due divise: la prima costituita da maglia nera, colletto a polo e bordo manica giallorosso, la seconda grigia con colletto a polo; calzettoni e calzoncini sono neri, questi ultimi con bande giallorosse orizzontali.
| Casa | Trasferta | Terza divisa | 1ª div. portiere | 2ª div. portiere |

## Organigramma societario
Di seguito l'organigramma societario.
Area direttiva
- Presidente: Renato Sacerdoti

Area tecnica
- Allenatore: János Baar, poi dalla 7ª giornata Lajos Kovács

## Rosa
Di seguito la rosa.
| N. |                   | Ruolo | Calciatore          |
| -- | ----------------- | ----- | ------------------- |
|    | Italia (bandiera) | P     | Guido Masetti       |
|    | Italia (bandiera) | P     | Leonida Pallotta    |
|    | Italia (bandiera) | P     | Giovanni Zucca      |
|    | Italia (bandiera) | D     | Renato Bodini       |
|    | Italia (bandiera) | D     | Giorgio Carpi       |
|    | Italia (bandiera) | D     | Angelo Pasolini     |
|    | Italia (bandiera) | D     | Attilio Mattei      |
|    | Italia (bandiera) | C     | Fulvio Bernardini   |
|    | Italia (bandiera) | C     | Nazzareno Celestini |
|    | Italia (bandiera) | C     | Raffaele D'Aquino   |

| N. |                      | Ruolo | Calciatore                     |
| -- | -------------------- | ----- | ------------------------------ |
|    | Italia (bandiera)    | C     | Bruno Dugoni                   |
|    | Italia (bandiera)    | C     | Cesare Augusto Fasanelli       |
|    | Italia (bandiera)    | C     | Attilio Ferraris IV (capitano) |
|    | Argentina (bandiera) | C     | Nicola Italo Lombardo          |
|    | Italia (bandiera)    | C     | Franco Scaramelli              |
|    | Italia (bandiera)    | A     | Elvio Banchero                 |
|    | Argentina (bandiera) | A     | Arturo Chini Ludueña           |
|    | Italia (bandiera)    | A     | Raffaele Costantino            |
|    | Italia (bandiera)    | A     | Fernando Eusebio               |
|    | Italia (bandiera)    | A     | Rodolfo Volk                   |

## Calciomercato
Di seguito il calciomercato.
| Acquisti | Acquisti          | Acquisti    | Acquisti   |
| R.       | Nome              | da          | Modalità   |
| -------- | ----------------- | ----------- | ---------- |
| D        | Angelo Pasolini   | Brescia     | definitivo |
| C        | Bruno Dugoni      | Modena      | definitivo |
| C        | Franco Scaramelli | Modena      | definitivo |
| A        | Elvio Banchero    | Genova 1893 | definitivo |

| Cessioni | Cessioni         | Cessioni        | Cessioni   |
| R.       | Nome             | a               | Modalità   |
| -------- | ---------------- | --------------- | ---------- |
| D        | Mario De Micheli | Civitavecchia   | definitivo |
| D        | Marino Nicolich  | Monfalcone      | definitivo |
| C        | Mario Bossi      | Sampierdarenese | definitivo |
| C        | Pietro Ferrari   | Derthona        | definitivo |

## Risultati

### Serie A

#### Girone di andata
| Arbitro: | Mastellari (Bologna) |

|                       |           |  |
| Banchero 16’ Volk 81’ | Marcatori |  |

| Arbitro: | Turbiani (Ferrara) |

|                 |           |                |
| Romani 46’, 79’ | Marcatori | 33’ Costantino |

| Arbitro: | Pizziolo (Firenze) |

|                                                     |           |  |
| Costantino 14’ Banchero 20’ Chini 31’ Fasanelli 86’ | Marcatori |  |

| Arbitro: | Ciamberlini (Genova) |

|              |           |  |
| Cesarini 61’ | Marcatori |  |

| Arbitro: | Barlassina (Milano) |

|                |           |             |
| Costantino 87’ | Marcatori | 69’ Tansini |

| Arbitro: | Carraro (Padova) |

|                          |           |          |
| Demaría 46’ Castelli 85’ | Marcatori | 63’ Volk |

| Roma 6 novembre 1932, ore 14:30 CET 7ª giornata | Roma                | 0 – 0 referto | Bologna | Campo Testaccio\| Arbitro: \| Barlassina (Novara) \| |
| Arbitro:                                        | Barlassina (Novara) |               |         |                                                      |

| Arbitro: | Carraro (Padova) |

|  |           |                                |
|  | Marcatori | 4’ (aut.) Ziroli 44’ Fasanelli |

| Arbitro: | Dani (Genova) |

|           |           |  |
| Chini 44’ | Marcatori |  |

| Arbitro: | Carraro (Padova) |

|                              |           |            |
| Volk 10’, 50’ Costantino 86’ | Marcatori | Loetti 75’ |

| Arbitro: | Ciamberlini (Genova) |

|                                               |           |                       |
| Costantino 19’, 69’ Fasanelli 54’ Eusebio 61’ | Marcatori | 9’ Borel 86’ Galluzzi |

| Arbitro: | Barlassina (Novara) |

|           |           |                      |
| Vojak 47’ | Marcatori | 46’ Eusebio 67’ Volk |

| Arbitro: | Melandri (Genova) |

|            |           |          |
| Busoni 37’ | Marcatori | 15’ Volk |

| Arbitro: | Carraro (Padova) |

|         |           |                                  |
| Volk 8’ | Marcatori | 10’ Esposto 52’ Sala 55’ Stábile |

| Arbitro: | Gianni (Pisa) |

|               |           |  |
| Fasanelli 61’ | Marcatori |  |

| Arbitro: | Mattea (Torino) |

|                                      |           |                    |
| Serantoni 5’ Meazza 48’ Visentin 65’ | Marcatori | 44’ Chini 85’ Volk |

| Arbitro: | Gonani (Ravenna) |

|                    |           |  |
| Costantino 7’, 33’ | Marcatori |  |

#### Girone di ritorno
| Arbitro: | Melandri (Genova) |

|             |           |                |
| Celoria 50’ | Marcatori | 36’ Scaramelli |

| Arbitro: | Scorzoni (Bologna) |

|                                           |           |  |
| Volk 9’ Fasanelli 23’ Costantino 40’, 65’ | Marcatori |  |

| Arbitro: | Ciamberlini (Genova) |

|            |           |           |
| Palumbo 8’ | Marcatori | 50’ Chini |

| Arbitro: | Melandri (Genova) |

|  |           |           |
|  | Marcatori | 46’ Borel |

| Arbitro: | Caironi (Milano) |

|             |           |                |
| Spivach 14’ | Marcatori | 90’ Bernardini |

| Arbitro: | Guarnieri (Milano) |

|                                          |           |             |
| Costantino 21’ Fasanelli 64’ Eusebio 87’ | Marcatori | 77’ Demaría |

| Arbitro: | Ciamberlini (Genova) |

|                            |           |                         |
| Reguzzoni 56’ Schiavio 62’ | Marcatori | 12’ Costantino 75’ Volk |

| Arbitro: | Scarpi (Dolo) |

|                           |           |  |
| Volk 18’ Eusebio 30’, 90’ | Marcatori |  |

| Bari 23 aprile 1933 26ª giornata | Bari             | 0 – 2 referto | Roma | Campo degli Sports\| Arbitro: \| Carraro (Padova) \| |
| Arbitro:                         | Carraro (Padova) |               |      |                                                      |

| Arbitro: | Bonivento (Venezia) |

|                |           |             |
| Costantino 42’ | Marcatori | 38’ Dalfini |

| Firenze 21 maggio 1933 28ª giornata | Fiorentina          | 0 – 0 referto | Roma | Stadio Giovanni Berta\| Arbitro: \| Barlassina (Milano) \| |
| Arbitro:                            | Barlassina (Milano) |               |      |                                                            |

| Arbitro: | Turbiani (Ferrara) |

|               |           |             |
| Fasanelli 65’ | Marcatori | 43’ Gravisi |

| Arbitro: | Caironi (Milano) |

|                                                                        |           |           |
| Eusebio 12’ (48), 74’ Fasanelli 26’, 50’ Bernardini 47’ Costantino 62’ | Marcatori | 35’ Prato |

| Arbitro: | Bertoli (Vicenza) |

|                                  |           |                       |
| Casanova 9’ Orlandini 17’ (rig.) | Marcatori | 44’ (rig.) Costantino |

| Arbitro: | Caironi (Milano) |

|                         |           |                     |
| Cornara 1’ Riccardi 67’ | Marcatori | 38’ Dugoni 77’ Volk |

| Arbitro: | Bevilacqua (Viareggio) |

|  |           |            |
|  | Marcatori | 44’ Meazza |

| Arbitro: | Mazza (Genova) |

|                                      |           |             |
| Casalino 4’ Traversa 41’ Cerutti 89’ | Marcatori | 17’ Eusebio |

## Statistiche

### Statistiche di squadra
Di seguito le statistiche di squadra.
| Competizione | Punti | In casa | In casa | In casa | In casa | In casa | In casa | In trasferta | In trasferta | In trasferta | In trasferta | In trasferta | In trasferta | Totale | Totale | Totale | Totale | Totale | Totale | DR  |
| Competizione | Punti | G       | V       | N       | P       | Gf      | Gs      | G            | V            | N            | P            | Gf           | Gs           | G      | V      | N      | P      | Gf     | Gs     | DR  |
| ------------ | ----- | ------- | ------- | ------- | ------- | ------- | ------- | ------------ | ------------ | ------------ | ------------ | ------------ | ------------ | ------ | ------ | ------ | ------ | ------ | ------ | --- |
| Serie A      | 39    | 17      | 10      | 4       | 3       | 35      | 12      | 17           | 4            | 7            | 6            | 23           | 23           | 34     | 14     | 11     | 9      | 58     | 35     | +23 |
| Totale       | -     | 17      | 10      | 4       | 3       | 35      | 12      | 17           | 4            | 7            | 6            | 23           | 23           | 34     | 14     | 11     | 9      | 58     | 35     | +23 |

### Andamento in campionato
| Giornata  | 1 | 2 | 3 | 4 | 5 | 6  | 7  | 8 | 9 | 10 | 11 | 12 | 13 | 14 | 15 | 16 | 17 | 18 | 19 | 20 | 21 | 22 | 23 | 24 | 25 | 26 | 27 | 28 | 29 | 30 | 31 | 32 | 33 | 34 |
| --------- | - | - | - | - | - | -- | -- | - | - | -- | -- | -- | -- | -- | -- | -- | -- | -- | -- | -- | -- | -- | -- | -- | -- | -- | -- | -- | -- | -- | -- | -- | -- | -- |
| Luogo     | C | T | C | T | C | T  | C  | T | C | T  | C  | T  | T  | C  | C  | T  | C  | T  | C  | T  | C  | T  | C  | T  | C  | T  | C  | T  | C  | C  | T  | T  | C  | T  |
| Risultato | V | P | V | P | N | P  | N  | V | V | V  | V  | V  | N  | P  | V  | P  | V  | N  | V  | N  | P  | N  | V  | N  | V  | V  | N  | N  | N  | V  | P  | N  | P  | P  |
| Posizione | 1 | 7 | 5 | 8 | 8 | 11 | 10 | 8 | 6 | 5  | 4  | 3  | 3  | 5  | 5  | 5  | 5  | 5  | 5  | 5  | 6  | 5  | 5  | 4  | 4  | 4  | 4  | 4  | 4  | 4  | 4  | 4  | 4  | 5  |

Legenda:

Luogo: C = Casa; T = Trasferta. Risultato: V = Vittoria; N = Pareggio; P = Sconfitta.

### Statistiche dei giocatori
Desunte dalle edizioni cartacee dei giornali dell'epoca.
| Giocatore        | Serie A  | Serie A |
| Giocatore        | Presenze | Reti    |
| ---------------- | -------- | ------- |
| G. Masetti       | 34       | -35     |
| G. Zucca         | 0        | -0      |
| L. Pallotta      | 0        | -0      |
| R. Bodini        | 30       | 0       |
| G. Carpi         | 9        | 0       |
| A. Pasolini      | 33       | 0       |
| A. Mattei        | 4        | 0       |
| F. Bernardini    | 33       | 2       |
| N. Celestini     | 0        | 0       |
| R. D'Aquino      | 7        | 0       |
| B. Dugoni        | 32       | 1       |
| C. Fasanelli     | 29       | 9       |
| A. Ferraris (IV) | 27       | 0       |
| N. Lombardo      | 2        | 0       |
| F. Scaramelli    | 24       | 1       |
| E. Banchero      | 12       | 2       |
| A. Chini         | 16       | 4       |
| R. Costantino    | 33       | 15      |
| F. Eusebio       | 19       | 9       |
| R. Volk          | 30       | 12      |

## Riserve
In questa stagione la Roma milita con la sua squadra riserve nel girone G del campionato di Prima Divisione, il terzo livello della piramide calcistica italiana di allora. Alcuni dei componenti della rosa della squadra riserve vengono chiamati in prima squadra in caso di infortuni o indisponibilità dei giocatori titolari come giocatori titolari vengono schierati in alcune partite della squadra riserve, ad esempio per testare il recupero di infortuni.

### Rosa
Di seguito la rosa.
| N. |                      | Ruolo | Calciatore          |
| -- | -------------------- | ----- | ------------------- |
|    | Italia (bandiera)    | P     | Leonida Pallotta    |
|    | Italia (bandiera)    | P     | Porzi               |
|    | Italia (bandiera)    | P     | Giovanni Zucca      |
|    | Argentina (bandiera) | D     | Roberto Allemandi   |
|    | Italia (bandiera)    | D     | Lido Loveri         |
|    | Italia (bandiera)    | D     | Attilio Mattei      |
|    | Italia (bandiera)    | D     | Montefiori          |
|    | Italia (bandiera)    | C     | Giorgio Carpi       |
|    | Italia (bandiera)    | C     | Nazzareno Celestini |
|    | Italia (bandiera)    | C     | Cocchi              |
|    | Italia (bandiera)    | C     | Raffaele D'Aquino   |
|    | Italia (bandiera)    | C     | Desio Fanelli       |
|    | Italia (bandiera)    | C     | Duilio Fanelli      |
|    | Italia (bandiera)    | A     | Giulio Balestrini   |
|    | Italia (bandiera)    | A     | Elvio Banchero      |
|    | Italia (bandiera)    | A     | Bellezza            |

| N. |                      | Ruolo | Calciatore               |
| -- | -------------------- | ----- | ------------------------ |
|    | Italia (bandiera)    | A     | Eugenio Bonacciosi       |
|    | Italia (bandiera)    | A     | Bonaventura              |
|    | Italia (bandiera)    | A     | Pietro Bresciani         |
|    | Argentina (bandiera) | A     | Arturo Chini Ludueña     |
|    | Italia (bandiera)    | A     | Amedeo D'Ammasso         |
|    | Italia (bandiera)    | A     | Fernando Eusebio         |
|    | Italia (bandiera)    | A     | Cesare Augusto Fasanelli |
|    | Italia (bandiera)    | A     | Umberto Fonzo            |
|    | Argentina (bandiera) | A     | Nicolás Lombardo         |
|    | Italia (bandiera)    | A     | Paolini                  |
|    | Italia (bandiera)    | A     | Raffi                    |
|    | Italia (bandiera)    | A     | Franco Scaramelli        |
|    | Italia (bandiera)    | A     | Ernesto Tomasi           |
|    | Italia (bandiera)    | A     | Villa                    |
|    | Italia (bandiera)    | A     | Rodolfo Volk             |

### Videografia
- Manuela Romano (a cura di), La storia della A.S. Roma (10 DVD-Video), Corriere dello Sport, Rai Trade, 2006.